# Separator

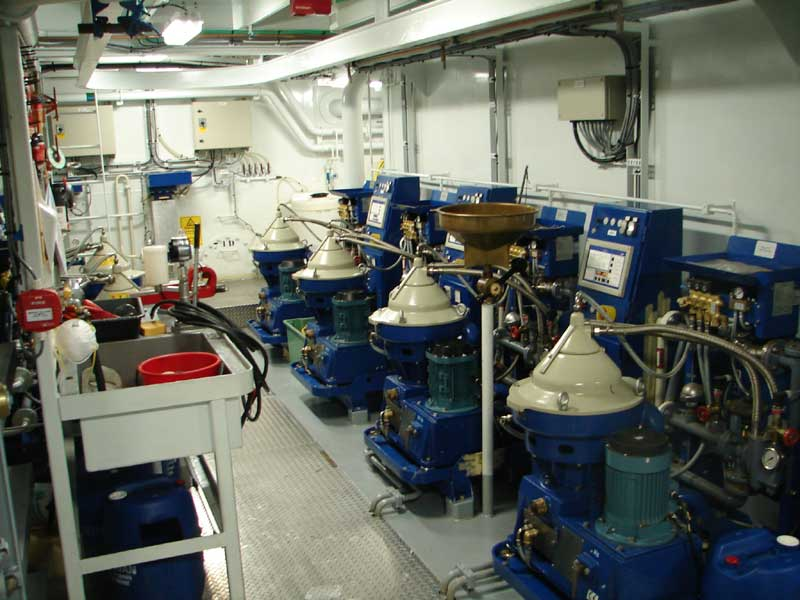
Olieseparatoren

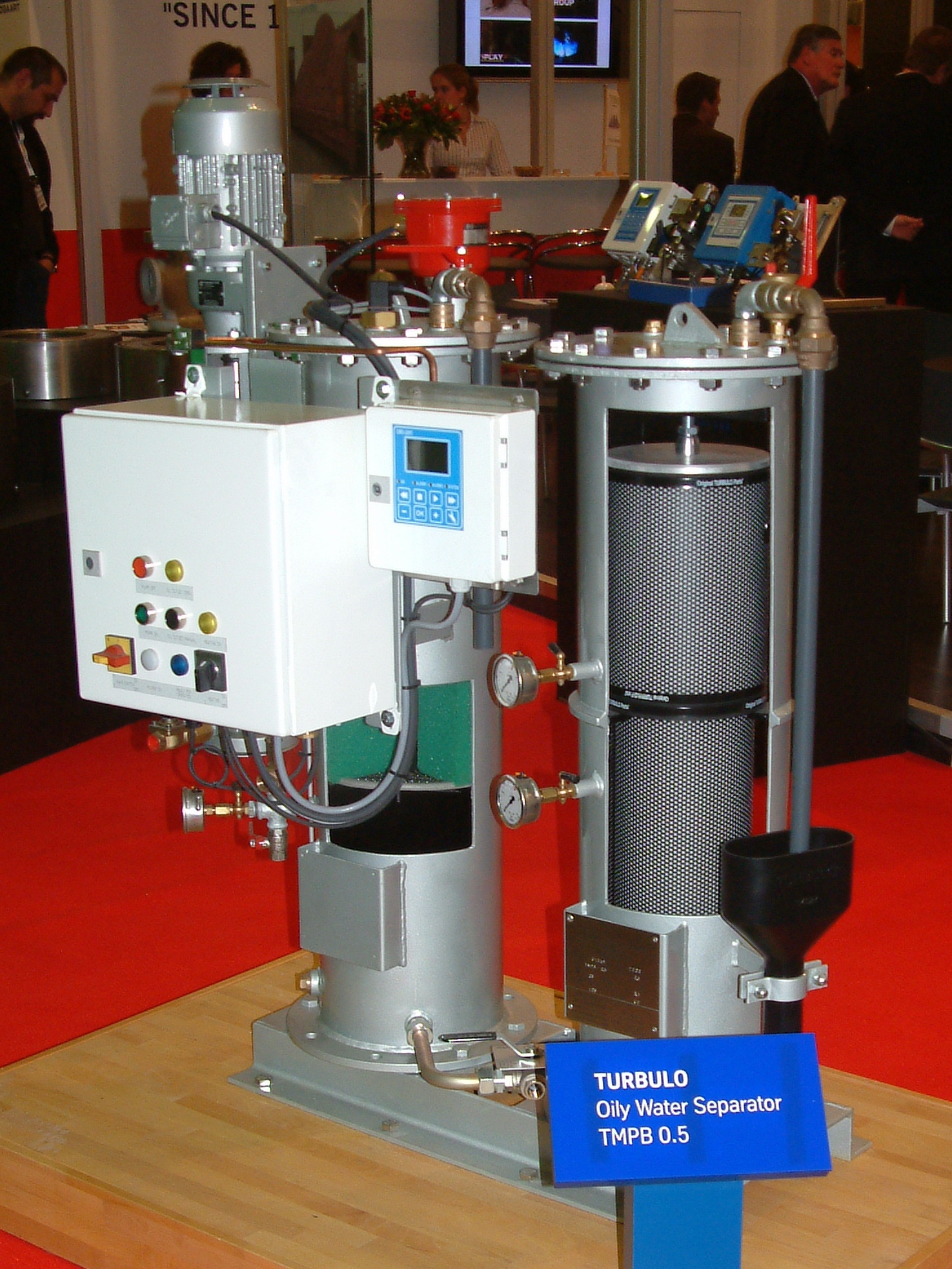
Olie-waterseparator

Een separator is een werktuig dat vloeistoffen en vaste stoffen scheidt.
Separatoren worden gebruikt om vloeistoffen te reinigen, zoals brandstof, smeerolie, lenswater en melk. De scheidingsmethode is gebaseerd op een verschil in dichtheid, zodat mengsels met deze methode gescheiden kunnen worden. Ook vloeistoffen die zich goed mengen zoals brandstof en smeerolie kunnen op deze manier goed van elkaar gescheiden worden.

## Centrifugeren
Bij emulsies en suspensies zullen na enige tijd de bestanddelen zich onder invloed van de zwaartekracht scheiden in fracties die boven op elkaar komen te liggen (clarifying). Dit principe wordt ook gebruikt in een separator, maar het proces wordt versneld door geen gebruik te maken van de zwaartekracht, maar van de middelpuntvliedende kracht. De separator kan een centrifuge zijn, een snel draaiende trommel waarin het mengsel wordt gepompt, dat door de opgewekte middelpuntvliedende kracht wordt gescheiden. Met behulp van schotels in de trommel wordt het oppervlak vergroot wat de scheiding bevordert. De zwaardere onzuiverheden bewegen zich naar de buitenzijde, terwijl de gezuiverde vloeistof vanuit de binnenzijde afgevoerd kan worden.

## Decanteren
Separatoren met een waterafvoer worden purifier of decanter genoemd. Bij aanwezigheid van water in olie ontstaat een scheidingsvlak, waarvan de positie afhankelijk is van de dichtheid van de olie. Door een zogenoemde soortelijke-massaring waarvan de diameter aangepast kan worden aan de dichtheid en positie van het scheidingsvlak, kan het water apart worden afgevoerd van de olie.

## Zelfschietende separatoren
Moderne separatoren zijn vaak gecombineerde clarifier/purifiers. Om het vuil te verwijderen, hoeven deze niet buiten bedrijf te worden gesteld, maar kan de trommel zich openen om vuil en water te 'schieten'.

## Olie-waterseparator
Dit type separator berust in grote lijnen op hetzelfde natuurkundige principe dat olie op water drijft. Maar dit type separator is anders ontworpen. Kort door de bocht is een olie water separator een vat met daarin een coalescentiefilter. Langs dit filter zal olie zich ophopen en gaan drijven op het water.
De opbrengst van een purifier is groter, maar kan het water niet zuiver genoeg krijgen.

## Lamellenseparator
Een lamellenseparator bestaat uit een frame met daarin een groot aantal schuin geplaatste golfplaten, de lamellen. Aan het toegevoerde medium, bijvoorbeeld oppervlaktewater of rioolwater wordt een vlokmiddel (polyelektrolyt) toegevoegd, waardoor verontreinigingen samenklonteren tot 'vlokken'. Het water met vlokken stroomt langzaam tussen de lamellen door, de vlokken blijven aan de lamellen hangen en zakken uiteindelijk naar de trechtervormige bodem van de separator, waar ze als slib worden opgevangen en afgevoerd. Het schone water wordt via een overstort aan de bovenkant van de separator opgevangen en naar een volgende zuiveringsstap gevoerd, bijvoorbeeld een zandfilter.
De lamellenseparator ook wel een "tilted plate interceptor" genoemd, omdat het golfplatenpakket schuin geplaatst is in de waterstroom. De toevoeging van een vlokmiddel aan het water bevordert de werking. De zwaardere componenten zakken naar de bodem en kunnen worden "afgespuid", terwijl de lichte componenten naar het oppervlak stijgen en door een schraper kunnen worden verwijderd.